# Reinhold Richter
Reinhold Richter (* 25. Dezember 1926 in Dresden; † 11. August 2012 ebenda) war ein deutscher Ingenieur und Hochschullehrer.

## Leben und Werk

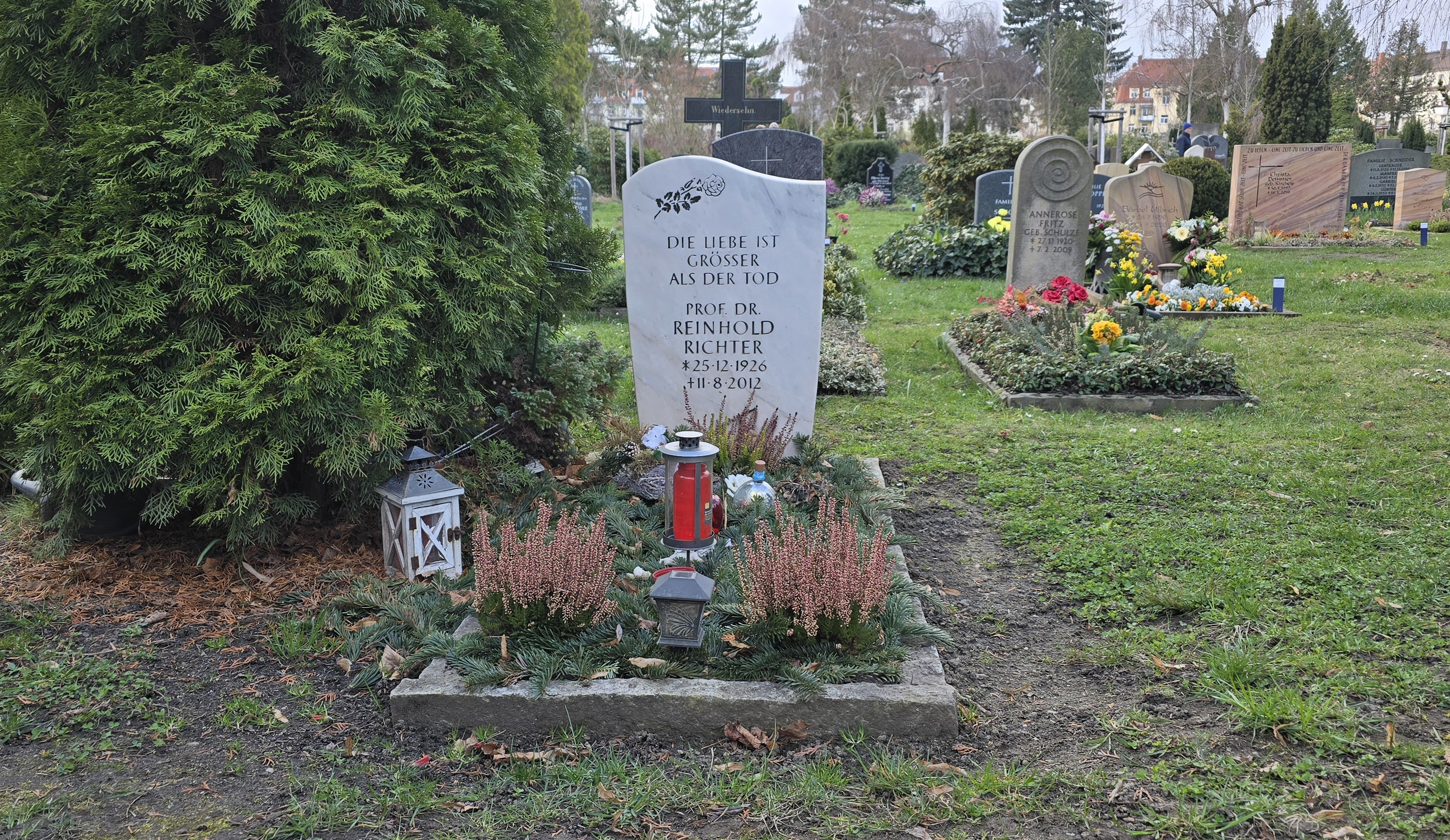
Grabstätte

Nach dem Schulbesuch studierte Richter und promovierte 1953 zum Dr.-Ing. 1960 wurde er mit der Wahrnehmung einer Dozentur für Mathematik und theoretische Mechanik an der Hochschule für Verkehrswesen beauftragt. 1965 habilitierte er sich dort. 1967 wurde er Direktor der Abteilung Mathematik und Naturwissenschaften. Von 1968 bis 1975 war er Direktor der Sektion Mathematik, Rechentechnik und Naturwissenschaften.
Richter ist auf dem Striesener Friedhof in Dresden bestattet.

## Schriften (Auswahl)
- (mit Winfried Wöhner): Funktionentheorie. Dresden 1962.
- (mit Winfried Wöhner): Einführung in die Variationsrechnung und partielle Differentialgleichungen. Lehrbrief. Dresden 1962.
- Beiträge zur Ermittlung optimaler Leitungswege. Dresden 1965.
- (mit Reinhold Dworek): Die Entwicklung der Fachrichtung Landtechnik an der Technischen Universität Dresden. Dresden 1979.